# MiKTeX
MiKTeX est une distribution TeX libre pour Windows, Linux et macOS visant à fournir un environnement TeX/LaTeX complet et prêt à utiliser. Les points forts de MiKTeX sont sa facilité d'installation et son outil de téléchargement et de mises à jour de packages, en particulier sa fonction d'installation à la volée des fichiers manquants pendant la compilation d'un document.

## Caractéristiques
Comme TeX Live et MacTeX, MikTeX est une distribution généraliste et complète : elle inclut essentiellement tout le matériel libre disponible sur le CTAN. Plus précisément, MikTeX fournit les deux principaux formats TeX, Plain TeX et LaTeX (ConTeXt ayant été retiré en mai 2008 pour des raisons techniques) et leurs très nombreux compléments : packages pour LaTeX, fontes et leurs fichiers de supports.
MikTeX fournit aussi les principaux moteurs dérivés de TeX (eTeX, pdfTeX, Aleph) ainsi que XeTeX depuis la version 2.7. Le récent moteur LuaTeX a été inclus dans la version 2.9.
MikTeX a été la première distribution TeX à inclure un gestionnaire de paquets permettant l'installation et la mise à jour de paquets individuels ou de l'ensemble de la distribution par le réseau. De plus, lorsqu'un fichier nécessaire à une compilation est absent, il peut être automatiquement recherché dans la liste des fichiers connus de MikTeX ; s'il est trouvé, l'utilisateur se voit alors proposer l'installation immédiate du paquet le contenant, avant de poursuivre la compilation du document. MikTeX est à ce jour la seule distribution TeX offrant une telle fonctionnalité.
MikTeX propose deux modes d'installation : installation minimale utilisant un installateur auto-contenu, ou installation complète par le réseau. L'installation minimale est souvent utilisée en conjonction avec la fonctionnalité d'installation à la volée des fichiers manquants.
Une installation portable est également disponible.

## Historique des versions
- 2.4 : novembre 2003
- 2.5 : 3 août 2006
  - Mise à jour des différents composants
  - Amélioration de l'outil de mise à jour
- 2.6 : 30 avril 2007 :
  - Mise à jour des différents composants (pdflatex, dvips, metapost, etc.)
  - Support de Windows Vista
- 2.7 : 17 décembre 2007 :
  - Ajout de XeTeX
- 2.8 : 1er septembre 2009
- 2.9 : 9 octobre 2010 :
  - Ajout de LuaTeX